# Niantjila
Niantjila è un comune rurale del Mali facente parte del circondario di Dioïla, nella regione di Koulikoro.
Il comune è composto da 14 nuclei abitati:
- Bamanantou
- Bembougou
- Congolikoro
- Djénékala
- Foniobougou
- Kaban
- Koca
- Koconn-Sérémè
- Kouantou
- Madina
- N'Togona
- Niamakoro
- Niantjila
- Zana